# إستوغ
Burimi (بوريم) أو Istog (إستوغ)، هي مدينة في كوسوفو وتقع في سهل Dukagjini - (دوكاجين)، وهي جزء من منطقة Peja (بييا).
جدير بالذكر أن هذه البلدة هي مسقط رأس العالم الكبير المحدث عبد القادر الأرناؤوط، الذي هاجر منها إلى سوريا حيث نشأ وبرز نجمه في العلوم الإسلامية.
الناتج المحلي الإجمالي لكل إستوغ منخفض للغاية.

## ثقافة
قبل الإجراءات القمعية الصربية (1990 - 1999) ، كان لدى بلدية إستوغ (بوريم) خمس مكتبات عامة بإجمالي 48,070 كتابًا. تحتوي المكتبة الرئيسية على 29440 كتابًا، في حين أن الفروع في Vrella و Banja و Gurrakoc و Rakosh كان لديها 18,630 كتابًا. خلال التطهير العرقي للحرب الصربية، تعرضت كتب هذه البلدية أيضًا لأضرار جسيمة. لقد دمرت «اليد السوداء» الصربية مكتبتين في راكوش وفريلا وأتلفت الكتب والمخزون في مكتبات أخرى. تم تدمير 26990 كتابا في هذه البلدية.